# HD 212222
HD 212222，又名BD+41 4469，SAO 51918、HR 8528，是一颗恒星，视星等为6.41，位于銀經95.41，銀緯-12.66，其B1900.0坐标为赤經22h 17m 34s，赤緯+41° -12.66′ 26″。